# Grand Prix na Żużlu 2021
Grand Prix na Żużlu 2021 (SGP) – dwudziesty siódmy sezon walki najlepszych żużlowców świata o medale w formule Grand Prix. W sezonie 2021 o tytuł walczy 15 stałych uczestników cyklu (w każdym z turniejów GP występuje dodatkowo zawodnik z „dziką kartą”).

## Uczestnicy Grand Prix
Ósmy raz w historii cyklu Grand Prix stali uczestnicy mieli prawo wyboru własnych numerów startowych. Zawodnicy z wybranymi numerami w sezonie 2021 występują we wszystkich turniejach (sześciu z cyklu Grand Prix 2020, zwycięzca Indywidualnych Mistrzostw Europy 2020, trzech z eliminacji do GP 2020 oraz pięciu nominowanych przez Komisję Grand Prix; ang. SGP Commission). Dodatkowo na każdą rundę Komisja Grand Prix przyznaje „dziką kartę” oraz dwóch zawodników zapasowych (rezerwy toru). Komisja Grand Prix wpisała również siedmiu zawodników na listę kwalifikowanej rezerwy (zawodnicy kwalifikowanej rezerwy), którzy w wyniku np. kontuzji zastąpią stałego uczestnika cyklu w danej rundzie.
Ze względu na wydaną przez Światową Agencję Antydopingową (WADA) i Sportowy Sąd Arbitrażowy (CAS) decyzję, dotyczącą zakazu używania symboli narodowych przez Rosję w zawodach sportowych rangi mistrzostw świata w latach 2021–2022, Rosjanie występowali jako reprezentanci Rosyjskiej Federacji Motocyklowej (MFR). Zawodnicy występowali bez flagi, a w przypadku zwycięstwa zamiast hymnu Rosji odgrywany był fragment I koncertu fortepianowego Czajkowskiego.
Cały cykl został zdominowany przez dwóch zawodników: Artioma Łagutę, który zdobył tytuł mistrza świata oraz wicemistrza Bartosza Zmarzlika. Łącznie wygrali oni wszystkie rundy oprócz pierwszej w Grand Prix Czech. 

### Stali uczestnicy
| Lp. | Nr  | Zawodnik           | Miejsce w 2020 | Występ | Historia występów                                | Uwagi                          |
| --- | --- | ------------------ | -------------- | ------ | ------------------------------------------------ | ------------------------------ |
| 1   | 95  | Bartosz Zmarzlik   | 1              | 6      | 2012–2015, 2016–2020                             | Mistrz Świata 2020             |
| 2   | 108 | Tai Woffinden      | 2              | 10     | 2010, 2011, 2013–2020                            | Wicemistrz Świata 2020         |
| 3   | 66  | Fredrik Lindgren   | 3              | 13     | 2004, 2006–2007, 2008–2014, 2016–2020            | II Wicemistrz Świata 2020      |
| 4   | 71  | Maciej Janowski    | 4              | 7      | 2008, 2012, 2014, 2015–2020                      | 4. miejsce w Grand Prix 2020   |
| 5   | 30  | Leon Madsen        | 5              | 3      | 2010, 2013 2019–2020                             | 5. miejsce w Grand Prix 2020   |
| 6   | 69  | Jason Doyle        | 6              | 7      | 2015–2020                                        | 6. miejsce w Grand Prix 2020   |
| 7   | 222 | Artiom Łaguta      | 7              | 5      | 2011, 2018-2020                                  | stała dzika karta              |
| 8   | 89  | Emil Sajfutdinow   | 8              | 10     | 2009-2013, 2017-2020                             | stała dzika karta              |
| 9   | 54  | Martin Vaculík     | 9              | 6      | 2013, 2017–2020                                  | stała dzika karta              |
| 10  | 46  | Max Fricke         | 10             | 2      | 2016-2017, 2019, 2020                            | stała dzika karta              |
| 11  | 55  | Matej Žagar        | 11             | 11     | 2003-2005, 2006–2007, 2008–2009, 2011, 2013–2020 | 1. miejsce w GP Challenge 2020 |
| 12  | 105 | Anders Thomsen     | 18             | debiut | 2016, 2020                                       | stała dzika karta              |
| 13  | 93  | Oliver Berntzon    | —              | debiut | 2013, 2018-2019                                  | 2. miejsce w GP Challenge 2020 |
| 14  | 187 | Krzysztof Kasprzak | —              | 5      | 2004-2007, 2008, 2012 2013-2015, 2016-2018       | 3. miejsce w GP Challenge 2020 |
| 15  | 505 | Robert Lambert     | —              | debiut | 2015, 2018-2019                                  | Mistrz Europy 2020             |

### Dzika karta
| Lp. | Grand Prix | Zawodnik               |
| --- | ---------- | ---------------------- |
| 1   | Czech I    | (16) Jan Kvěch         |
| 2   | Czech II   | (16) Jan Kvěch         |
| 3   | Polski I   | (16) Gleb Czugunow     |
| 4   | Polski II  | (16) Gleb Czugunow     |
| 5   | Polski III | (16) Dominik Kubera    |
| 6   | Polski IV  | (16) Dominik Kubera    |
| 7   | Szwecji    | (16) Pontus Aspgren    |
| 8   | Togliatti  | (16) Wadim Tarasienko  |
| 9   | Danii      | (16) Mikkel Michelsen  |
| 10  | Polski V   | (16) Paweł Przedpełski |
| 11  | Polski VI  | (16) Paweł Przedpełski |

### Stali rezerwowi
Podczas Grand Prix Togliatti Aleksandr Łoktajew zadebiutował w cyklu GP. Stał się tym samym pierwszym zawodnikiem w historii reprezentującym Ukrainę w zawodach Grand Prix.
|    | Nr  | Zawodnik           |
| -- | --- | ------------------ |
| R1 | 575 | Aleksandr Łoktajew |
| R2 | 27  | Jaimon Lidsey      |
| R3 | 415 | Dominik Kubera     |
| R4 | 999 | Oļegs Mihailovs    |
| R5 | 99  | Daniel Bewley      |
| R6 | 125 | Lukas Fienhage     |
| R7 | 201 | Jan Kvěch          |

## Kalendarz 2021
| Lp. | Data           | Grand Prix | Stadion                 | Miasto    | Zwycięzca        |        |
| --- | -------------- | ---------- | ----------------------- | --------- | ---------------- | ------ |
| 1   | 16 lipca       | Czech I    | Markéta                 | Praga     | Maciej Janowski  | Wyniki |
| 2   | 18 lipca       | Czech II   | Markéta                 | Praga     | Artiom Łaguta    | Wyniki |
| 3   | 30 lipca       | Polski I   | Olimpijski              | Wrocław   | Bartosz Zmarzlik | Wyniki |
| 4   | 31 lipca       | Polski II  | Olimpijski              | Wrocław   | Bartosz Zmarzlik | Wyniki |
| 5   | 6 sierpnia     | Polski III | MOSiR Bystrzyca         | Lublin    | Bartosz Zmarzlik | Wyniki |
| 6   | 7 sierpnia     | Polski IV  | MOSiR Bystrzyca         | Lublin    | Artiom Łaguta    | Wyniki |
| 7   | 14 sierpnia    | Szwecji    | G&B Arena               | Målilla   | Bartosz Zmarzlik | Wyniki |
| 8   | 28 sierpnia    | Togliatti  | im. Anatolija Stepanowa | Togliatti | Artiom Łaguta    | Wyniki |
| 9   | 11 września    | Danii      | Vojens Speedway Center  | Vojens    | Artiom Łaguta    | Wyniki |
| 10  | 1 października | Polski V   | Motoarena               | Toruń     | Artiom Łaguta    | Wyniki |
| 11  | 2 października | Polski VI  | Motoarena               | Toruń     | Bartosz Zmarzlik | Wyniki |

## Wyniki i klasyfikacje
| Zawodnik zakwalifikowany do przyszłorocznego GP |
| Stali uczestnicy                                |
| Dzika karta, stali rezerwowi, rezerwa toru      |

| Lp.                         | Zawodnik                   | Suma | CZ1 | CZ2 | PL1 | PL2 | PL3 | PL4 | SWE | TGL | DNK | PL5 | PL6 |
| 1                           | (222) Artiom Łaguta        | 192  | 12  | 20  | 16  | 18  | 14  | 20  | 18  | 20  | 20  | 20  | 14  |
| 2                           | (95) Bartosz Zmarzlik      | 189  | 11  | 12  | 20  | 20  | 20  | 18  | 20  | 18  | 18  | 12  | 20  |
| 3                           | (89) Emil Sajfutdinow      | 149  | 18  | 14  | 14  | 12  | 9   | 12  | 12  | 14  | 16  | 10  | 18  |
| 4                           | (71) Maciej Janowski       | 129  | 20  | 18  | 18  | 10  | 4   | 2   | 11  | 8   | 4   | 18  | 16  |
| 5                           | (66) Fredrik Lindgren      | 129  | 14  | 16  | 12  | 8   | 16  | 14  | 16  | 12  | 11  | 3   | 7   |
| 6                           | (108) Tai Woffinden        | 122  | 16  | 8   | 6   | 14  | 11  | 10  | 8   | 9   | 14  | 16  | 10  |
| 7                           | (30) Leon Madsen           | 108  | 10  | 7   | 11  | 16  | 10  | 5   | 3   | 10  | 10  | 14  | 12  |
| 8                           | (46) Max Fricke            | 94   | 9   | 6   | 7   | 11  | 8   | 11  | 7   | 11  | 7   | 9   | 8   |
| 9                           | (69) Jason Doyle           | 87   | 5   | 11  | 5   | 7   | 12  | 7   | 14  | 7   | 6   | 4   | 9   |
| 10                          | (505) Robert Lambert       | 82   | 7   | 2   | 9   | 9   | 6   | 8   | 6   | 1   | 12  | 11  | 11  |
| 11                          | (105) Anders Thomsen       | 73   | 3   | 9   | 8   | 4   | 2   | 9   | 9   | 16  | 3   | 5   | 5   |
| 12                          | (54) Martin Vaculík        | 54   | 8   | 10  | 10  | 6   | 5   | 6   | –   | –   | 8   | 1   | –   |
| 13                          | (55) Matej Žagar           | 45   | 6   | 5   | 4   | 2   | 7   | 4   | 3   | 5   | 5   | 2   | 2   |
| 14                          | (16, 415) Dominik Kubera   | 44   | –   | –   | –   | –   | 18  | 16  | 10  | –   | –   | –   | –   |
| 15                          | (93) Oliver Berntzon       | 32   | 2   | 1   | 2   | 3   | 1   | 1   | 5   | 3   | 2   | 8   | 4   |
| 16                          | (187) Krzysztof Kasprzak   | 28   | 1   | 4   | 1   | 1   | 3   | 4   | 2   | 2   | 1   | 6   | 3   |
| 17                          | (16) Paweł Przedpełski     | 13   | –   | –   | –   | –   | –   | –   | –   | –   | –   | 7   | 6   |
| 18                          | (16) Mikkel Michelsen      | 9    | –   | –   | –   | –   | –   | –   | –   | –   | 9   | –   | –   |
| 19                          | (16) Gleb Czugunow         | 8    | –   | –   | 3   | 5   | –   | –   | –   | –   | –   | –   | –   |
| 20                          | (16) Jan Kvěch             | 7    | 4   | 3   | –   | –   | –   | –   | –   | –   | –   | –   | –   |
| 21                          | (575) Aleksandr Łoktajew   | 6    | –   | –   | –   | –   | –   | –   | –   | 6   | –   | –   | –   |
| 22                          | (16) Wadim Tarasienko      | 4    | –   | –   | –   | –   | –   | –   | –   | 4   | –   | –   | –   |
| 23                          | (27) Jaimon Lidsey         | 1    | –   | –   | –   | –   | –   | –   | –   | –   | –   | –   | 1   |
| 24                          | (16) Pontus Aspgren        | 1    | –   | –   | –   | –   | –   | –   | 1   | –   | –   | –   | –   |
| 25                          | (17) Daniel Klíma          | 0    | 0   | ns  | –   | –   | –   | –   | –   | –   | –   | –   | –   |
| 26                          | (17) Tobiasz Musielak      | 0    | –   | –   | 0   | 0   | –   | –   | –   | –   | –   | –   | –   |
| 27                          | (17) Wiktor Lampart        | 0    | –   | –   | –   | –   | 0   | 0   | –   | –   | –   | –   | –   |
| 28                          | (17) Kim Nilsson           | 0    | –   | –   | –   | –   | –   | –   | 0   | –   | –   | –   | –   |
| 29                          | (17) Rienat Gafurow        | 0    | –   | –   | –   | –   | –   | –   | –   | 0   | –   | –   | –   |
| 30                          | (17) Krzysztof Lewandowski | 0    | –   | –   | –   | –   | –   | –   | –   | –   | –   | 0   | ns  |
| 31                          | (17) Petr Chlupáč          | 0    | ns  | 0   | –   | –   | –   | –   | –   | –   | –   | –   | –   |
| 32                          | (18) Bartłomiej Kowalski   | 0    | –   | –   | ns  | 0   | –   | –   | –   | –   | –   | –   | –   |
| 33                          | (18) Mateusz Świdnicki     | 0    | –   | –   | –   | –   | ns  | 0   | –   | –   | –   | –   | –   |
| 34                          | (18) Karol Żupiński        | 0    | –   | –   | –   | –   | –   | –   | –   | –   | –   | 0   | ns  |
| Zawodnicy niesklasyfikowani |                            |      |     |     |     |     |     |     |     |     |     |     |     |
|                             | (17) Mads Hansen           | —    | –   | –   | –   | –   | –   | –   | –   | –   | ns  | –   | –   |
|                             | (18) Joel Andersson        | —    | –   | –   | –   | –   | –   | –   | ns  | –   | –   | –   | –   |
|                             | (18) Jewgienij Sajdullin   | —    | –   | –   | –   | –   | –   | –   | –   | ns  | –   | –   | –   |
|                             | (18) Frederik Jakobsen     | —    | –   | –   | –   | –   | –   | –   | –   | –   | ns  | –   | –   |
| Rezerwa kwalifikowana       |                            |      |     |     |     |     |     |     |     |     |     |     |     |
|                             | (999) Oļegs Mihailovs      | —    | –   | –   | –   | –   | –   | –   | –   | –   | –   | –   | –   |
|                             | (99) Daniel Bewley         | —    | –   | –   | –   | –   | –   | –   | –   | –   | –   | –   | –   |
|                             | (125) Lukas Fienhage       | —    | –   | –   | –   | –   | –   | –   | –   | –   | –   | –   | –   |
| Lp.                         | Zawodnik                   | Suma | CZ1 | CZ2 | PL1 | PL2 | PL3 | PL4 | SWE | TGL | DNK | PL5 | PL6 |